# Джаут, Тахар
Тахар Джаут (фр. Tahar Djaout, 11 января 1954, Ульхоу, Алжир — 2 июня 1993, Алжир, Алжир) — франкоговорящий алжирский журналист, поэт и писатель-фантаст. Был убит в 1993 году Вооружённой исламской группой. Тахар Джаут был одним из первых интеллектуалов, ставших жертвами «десятилетия террора» в Алжире.

## Биография

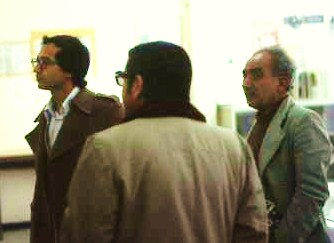
Тахар Джаут, Мессаур Булануар и Мхамед Аун на литературной выставке, 1980

Он родился в селе Ульхоу, Кабилия, Алжир в 1954 году. Затем его семья переехала в Алжир.
В 1970 году его короткий рассказ «Мятежный» (фр. Les Insoumis) был упомянут в литературном конкурсе Zone des tempêtes. В следующем году он завершил учёбу в лицее Окба в Алжире, а в 1974 году получил степень по математике в Алжирском университете, где подружился с поэтом Хамидом Тибучи. После университета он работал журналистом в алжирском еженедельнике на французском языке Algérie Actualité, где опубликовал множество статей о художниках и скульпторах, а также об алжирских писателях.
В 1985 году Тахар Джаут получил стипендию для продолжения обучения информатике в Париже и вместе со своей женой Ферроуджей и дочерьми переехал в скромную двухкомнатную квартиру в Ле Лила, коммуну в восточных окрестностях Парижа. Вернувшись в Алжир в 1987 году, он возобновил сотрудничество с Algérie-Actualité. К концу 1980-х годов он стал одним из выдающихся литературных журналистов Алжира.
Продолжая работать над статьями об алжирских художниках и художниках алжирского происхождения, национальные и международные события заставили его переключиться на политическую хронику. Очень критически относясь к исламистским организациям, он написал в 1992 году: «Как молодёжь, символами которой были Че Гевара, Анджела Дэвис, Катеб Ясин, Франц Фанон, которая боролась за свою свободу, красоту и свет, может иметь в качестве своего наследника молодёжь, принимающую за идолов проповедников, наставляющих возмездие и ненависть, идеологов отчуждения и смерти?».
Он покинул Algérie-Actualité в 1992 году и основал вместе с Арезки Метрефом и Абделькримом Джаадом свой собственный еженедельник: первый номер Ruptures, вышел 16 января 1993 года.

## Убийство
Тахар Джаут был ранен двумя пулями в голову с близкого расстояния в результате нападения Вооружённой исламской группы из-за поддержки секуляризма и противодействия фанатизму. На него напали 26 мая 1993 года, когда он выходил из своего дома в Байнеме, Алжир. Джаут умер 2 июня, пролежав в коме неделю, и был похоронен в своей родной деревне Ульхоу. Один из нападавших заявил, что его убили, потому что он «обладал страшной ручкой, которая могла оказать влияние на исламские сектора».
После его убийства французская организация Carrefour des littératures призвала к созданию структуры для защиты писателей. Это обращение быстро собрало более 300 подписей и послужило причиной создания Международного парламента писателей.

## Признание
После его смерти Би-би-си сняла о нём документальный фильм «Съёмка писателя», в котором приняли участие, в частности, Рашид Мимуни, Омар Белхучет, его мать Зинеб Джаут и жена Ферроуджа Джаут..
В пьесе Алека Байли Туми 1996 года «Мада-Сартр» Жан-Поль Сартр и Симона де Бовуар возвращаются с того света, чтобы посетить похорон Джаута, но оказываются похищены исламистами, пытающимися обратить их в свою веру.

### Поэмы
- Solstice barbelé (1973—1974), Éditions Naaman, Квебек, Канада, 1975.
- L’Arche à vau-l’eau (1971—1973), Éditions Saint-Germain-des-Prés, Париж, 1978.
- Insulaire & Cie (1975—1979), Éditions de l’Orycte, Сижан, 1980.
- L’Oiseau minéral (1979—1981), Éditions de l’Orycte, Алжир, 1982.
- L’Étreinte du sablier (1975—1982), «Écrivains Algériens au présent», Центр гуманитарных наук, Университет Орана, 1983; переиздание Оран, 2004.

### Романы
- L’Exproprié (1974—1976), Национальная издательско-дистрибьюторская компания, Алжир, 1981.
- Les Chercheurs d’os, Сёй (издательство), Париж, 1984, ISBN 2020067102.
- L’Invention du désert, Сёй, Париж, 1987 ISBN 2020095173. Перевод на итальянский, 1998.
- L’Exproprié, Éditions François Majault, Париж, 1991 ISBN 2908898012.
- Les Vigiles, Сёй, Париж, 1991 ISBN 2020127660. Перевод на немецкий, 1998. Перевод на английский, 2008. Перевод на португальский, 2004.
- Le Dernier Été de la raison, Сёй, Париж, 1999 ISBN 2020367106. Перевод на немецкий, 1999, перевод на итальянский, 2009.